# Малояз (Башкортостан)
Малоя́з (баш. Малаяҙ) — село в Салаватском районе Республики Башкортостан Российской Федерации. Административный центр Салаватского сельсовета и Салаватского района.

## Этимология
Первоначально поселение возникло под названием Иске-Юрт, которое имеет тюркское происхождение, так например в баш. иске — «старый» и юрт — «дом, двор». Другое название поселения — Каратавлы от Каратаулы, что переводиться как «черногорье». Более позднее название Малояз — от названия местности, так например, где баш. мал — «сок, скотский», аяҙ — «поляна».

## География
Находится на левом берегу реки Юрюзани, рядом с местом впадения реки Шардалы.

### Географическое положение
Расстояние до:
- региональной столицы (Уфы): 179 км,
- ближайшей ж/д станции (Кропачёво): 55 км.

## История
Поселение было основано XVII веке под названием Иске-Юрт, затем стало называться Каратаулы (Каратавлы).
25 мая (по старому стилю, 5 июля по новому) 1770 года Каратавл-Аул посетил П.С. Паллас.
В 1701 году деревня упоминается в контексте обращения к царю Петру Алексеевичу. Так башкиры-вотчинники Каратавлинской волости во главе с Кызалкы Иреневым обратились царю, по поводу определения границ своих вотчинных земель, который возник в споре с башкирами-вотчинниками Кудейской (Кыр-Кудейской) волости, во главе Янымбетом Кадырчиковым. В итоге земли вдоль речек Бияус и Кияушле остались за каратавлинцами, и они получили владенную память на эти земли. На следующий год к царю обратились уже жители деревни Каратавлы. «Мурзагул Улряков с братом обвинили жителей той же Картавлы Аккузя Девлеева с товарищами». В 20—30-е гг. XVIII века известными старостой, (с 1736 г. должность называлась старшина) или старшиной Каратавлинской волости были Истамгул Юлдашев и его брат Ягафар Юлдашев. От 1742 года в архиве сохранились допросные речи Ягафара Юлдашева. Его сын Кутлу Ягафаров в 1805 году выступал поверенным от башкир Каратавлинской волости. Во время кантонного правления (1798—1865) деревня Каратавлы находилась в составе 10 юрта, 8 башкирского кантона.
После основания деревни Новые Каратавлы (в советское время) по отношению к деревне Каратавлы стали применять название Старо-Каратавлы. В сер. 20 в. слившаяся с д. Старая Михайловка (основана в 1874), д. Старые Каратавлы была переименована в Малояз.

## Население
| 1939 | 1959  | 1970  | 1979  | 1989  | 2002  | 2009  | 2010  | 2021  |
| ---- | ----- | ----- | ----- | ----- | ----- | ----- | ----- | ----- |
| 1339 | ↗2085 | ↗2138 | ↗3165 | ↗3773 | ↗4764 | ↗5250 | ↘4914 | ↗5124 |

Национальный состав
Согласно переписи 2002 года, преобладающая национальность — башкиры (60 %).
Согласно переписи 2020 года, преобладающая национальность — башкиры (60,2 %), татары (23,6 %), русские (13,8 %).

## Инфраструктура
Личное подсобное хозяйство с зоной сельскохозяйственного использования, индивидуальная застройка усадебного типа.
.

## Транспорт
Автобусное сообщение с городом Уфа.  

## Достопримечательности
- Музей Салавата Юлаева — музей Салавата Юлаева, башкирского национального героя, в селе Малояз, открыт 15 июня 1991 года. В основу композиции заложена конструкция башкирской юрты. Экспозиция музея рассказывает о судьбе поэта Салавата Юлаева. Представлены предметы убранства башкирские юрты, одежда, орудия труда, утварь; выделены седло и сабля, по преданию, принадлежавшие Салавату[9][10][11].

## Религия
Мечети
- Мечеть

Православные храмы
- Богородице-Табынская церковь

## Известные уроженцы, жители
- Кульмухаметов, Энгельс Варисович — депутат Государственной думы пятого созыва.